# Джон-Дей
Джон-Дей (англ. John Day) — річка у штаті Орігон (США), ліва притока річка Колумбія.
Довжина річки становить 452 км, площа водозбору — 20 720 км², середні витрати води в гирлі — 58 м³/с.
Річка витікає з Блакитних гір.
Названа за першопрохідцем, мисливцем та учасником експедиції Астора 1810 року. Джон Дей блукав всю зиму у цій місцевості 1811—1812 років і згодом повернувся у Асторію.
| США | Це незавершена стаття з географії США. Ви можете допомогти проєкту, виправивши або дописавши її. |